# Neotoma fuscipes
Neotoma fuscipes és una espècie de mamífer rosegador de la família dels cricètids. Viu a Mèxic (Baixa Califòrnia) i els Estats Units (Califòrnia i Oregon). Es tracta d'un animal majoritàriament nocturn que s'alimenta de llavors, núcules, glans, fruita, vegetació verda, escorça interior i fongs. Els seus hàbitats naturals són el chaparral i els boscos de diferents tipus. És una espècie en risc mínim, és a dir, no sembla que hi hagi cap amenaça significativa per a la seva supervivència. El seu nom específic, fuscipes, significa ‘peu fosc’ en llatí.